# 長崎英造
長崎 英造（ながさき えいぞう、1881年（明治14年）8月13日 - 1953年（昭和28年）4月29日）は大正・昭和期の日本の大蔵官僚、実業家。日本証券投資協会長。

## 来歴
広島県広島市堺町（現・広島市中区）生まれ。旧広島藩士・長崎正平の三男。旧制広島一中（現・広島県立広島国泰寺高等学校）卒業後、旧制第一高等中学（一高）、東京帝国大学法科大学と進み、1907年（明治40年）、大蔵省理財局国庫課入り。1910年（明治43年）、台湾銀行を経て、1913年（大正2年）、幻の総合商社、神戸の鈴木商店に帝大出身者として初の入社、大番頭金子直吉の片腕として多くの事業を手がける。特に東京総支配人（東京支店長）時代、当時の政財界人のトップが集った「番町会」のメンバーになるなど縦横に交流する。民間での火薬の製造を目論み、金子に進言し1916年（大正5年）、日本火薬製造（現・日本化薬）を創業。またグリセリンなどの国産化にも成功した。
1925年（大正14年）、鈴木商店を退社。2年後の1927年（昭和2年）、鈴木商店は倒産した。　
その後東京株式取引所などに関係しながら、旭石油社長時代に帝人事件で訴追されたが無罪。鈴木商店倒産後、旭石油再建に尽力し、1942年（昭和17年）8月、昭和石油設立時に（旭、早山、新津の3社合併）初代社長に就任。1946年（昭和21年） 5月退任。
久米正雄や小山内薫、久保田万太郎らと革新演劇グループ「国民文藝会」を設立したり、久米らに雑誌『人間』を発刊させたり、郷里広島大学の設立委員長になるなどの文化人的活動や、自らも資本政策の論文を多く発表。戦後は吉田内閣の経済顧問となり、1947年（昭和22年）、産業復興公団総裁に就任、輸出産業振興に尽力。さらに1950年（昭和25年）、財団法人日本証券投資協会会長に就任した他、日経連顧問、経団連日米経済提携懇談会会長、経済協力懇談会会長などを歴任し、日本経済の復興と躍進の基盤作りに尽力した。
ラジオ東京設立にも関与した。この他、在京県人会の中で一番多いともいわれる「東京広島県人会」の初代会長（1951年）を務めている。1954年（昭和29年） 4月29日、71歳にて死去。

## 人物
同郷（広島県広島市出身）で、広島一中・一高・東大法学部の後輩の賀屋興宣の大蔵省入りは長崎の影響である（賀屋は農商務省を志望していた）。
東海林太郎を満鉄に入れた事でも一部に知られる。東海林は満鉄を辞めてのち国民的大歌手となった。
翻訳書に『米国は何故に繁栄するか』（1926年）、『歴史は繰返すか』（1932年）が、著書に『独蘇の経済理念と我が経済新体制』（1941年）がある。
住所は広島市堺町、東京麻布広尾。東京在籍。

## 家族・親族
長崎家
- 父・正平（旧広島藩士）[4]
- 妻・シゲ（1883年 - ?、公爵・桂広太郎の叔母[4]、総理大臣・桂太郎の次女）
- 男・正造[4]（1913年 - ?）
  - 同妻・操[15]（1918年 - ?、本間利雄の二女）[15]

親戚
- 桂太郎（総理大臣）
- 桂広太郎（公爵）
- 本間利雄（内務官僚）

## 註
1. 1 2 3 4  『人事興信録 第12版 下』ナ160頁（国立国会図書館デジタルコレクション）。2020年5月2日閲覧。
2. 1 2  長崎 英造とはコトバンク。2012年3月17日閲覧。
3. ↑  『長崎英造遺稿』、3頁。
4. 1 2 3 4  『人事興信録 第9版』ナ129頁（国立国会図書館デジタルコレクション）。2018年10月11日閲覧。
5. 1 2 3  愛知大学文學會叢書ⅩⅠ、早川勇『日本の英語辞書と編纂者』春風社、2006年、279頁。
6. ↑  『長崎英造遺稿』、10頁。
7. 1 2  『長崎英造遺稿』、1、13、14、41、42頁。
8. ↑  『長崎英造遺稿』、34-38、46-50頁。
9. ↑  Shell in Japan- シェルについて - シェルの歴史 1921～'30、シェルの歴史 1941～'50
10. 1 2  『長崎英造遺稿』、54-58、468頁。
11. ↑  『追悼 小林中』小林中追悼録編集委員会、1982年、329頁。
12. ↑  東京広島県人会、初代・長崎、二代目・野村秀雄（NHK会長）、三代目・東谷傳次郎会計検査院長、四代目・永野重雄（新日本製鐵会長）、五代目・太田利三郎（日本開発銀行総裁）、六代目・田部文一郎（三菱商事社長）、七代目・岡田茂（東映社長）、八代目・林有厚（東京ドーム社長）（『中国新聞』別冊、2009年1月29日、3頁）。
13. ↑  賀屋興宣『私の履歴書』1963年
14. ↑  東海林太郎 - 思い立ったら北東北／北東北こだわり百科
15. 1 2  『人事興信録 第13版 下』ホ54頁（国立国会図書館デジタルコレクション）。2020年5月2日閲覧。